# Jana Vránová
Jana Vránová (* 6. dubna 1948 Brno) je česká a moravská historička umění, kurátorka fotografických a malířských výstav Domu umění města Brna, také překladatelka a grafička.

## Život
Narodila se v Brně 6. dubna 1948. Její matka Anna Vránová, rozená Stenzelová (1922–2006) byla zaměstnaná jako administrativní pracovnice a celý život prožila v Brně, většina jejích příbuzných však žila v Rakousku a ke znalosti němčiny vedla i dceru. Otec Jan Vrána (1901–1962) pocházel ze Znojemska, vystudoval brněnskou obchodní akademii a pracoval v bankách ve Znojmě, v Telči a v Brně, zajímal se o literaturu a výtvarné umění, věnoval se amatérské fotografii.
Jana Vránová v letech 1962–1967 studovala obor užité grafiky u Dalibora Chatrného na Střední uměleckoprůmyslové škole (Škole uměleckých řemesel) v Brně a poté pokračovala ve studiu dějin umění na Filozofické fakultě Univerzity Jana Evangelisty Purkyně v Brně (UJEP, pozdější Masarykova univerzita). Mezi jejími vyučujícími byli Albert Kutal, Ivo Krsek, Zdeněk Kudělka, Václav Richter či Bohdan Lacina. Zaměřila se na studium barokní malby u Ivo Krska a jako téma své diplomové práce zpracovala Dílo Jana Lukáše Krackera na Moravě, čemuž se posléze věnovala i ve své  disertační práci, kterou obhájila již během zaměstnání v roce 1973. Díky složené státní zkoušce z němčiny tlumočila jako členka Klubu mladých cestovatelů (KMC) i Cestovní kanceláře mladých (CKM).
V červnu 1972, kdy dokončila studia, nastoupila do Domu umění města Brna, kde vytrvala dalších pět desetiletí. Zprvu jako samostatná odborná pracovnice výstavního oddělení po Nině Dvořákové převzala vedení Kabinetu fotografie Jaromíra Funkeho v Domě pánů z Kunštátu, jejž vedla až do jeho uzavření v roce 1990, s výjimkou let 1980–1982, kdy byla na mateřské dovolené. Přitom v období 1987–1993 realizovala také výstavy v prostorách Galerie Stará radnice, v letech 1988 až 1998 navíc zastávala funkci komisařky Galerie Jaroslava Krále umístěné v přízemí budovy na Malinovského náměstí, která se zaměřovala na prezentaci aktuální tvorby současné československé umělecké produkce. K výstavám připravovala katalogy, texty a recenze v odborném i denním tisku, navrhovala jejich instalaci, podílela se na doprovodných programech.
Mezi její rozsáhlé výstavní projekty patřily například Tvrdošíjní, Brněnská malba, Mezi námi skupinami či kurátorská příprava výstav k 90. a 100. výročí založení Domu umění (2000 a 2010), k nimž se podílela s Lubomírem Slavíčkem i na rozsáhlých jubilejních publikacích. Kromě toho působila externě jako kurátorka Galerie Práh Vaňkovka (od roku 2006) a Galerie Otevřená zahrada (od roku 2013). Spolupracovala i s řadou zahraničních institucí, mezi nimiž dominovaly Institut pro zahraniční vztahy IFA ve Stuttgartu a muzeum MUSA ve Vídni. K březnu 2025 byla stále činná jako kurátorka Domu umění města Brna, kde se mimo jiné věnovala archivu této instituce.
Počátkem února 2016 obdržela Cenu města Brna pro rok 2015 v oblasti výtvarného umění.

## Výstavy
Výběr z realizovaných výstav českých i zahraničních umělců:
- Marie Kratochvílová – Fotografie (1986, Dům pánů z Kunštátu, Kabinet Jaromíra Funkeho)
- Andreas Müller-Pohle – Fotografie (1989, Galerie Stará radnice a 2012, Dům umění, Galerie Jaroslava Krále)
- Dagmar Hochová – Fotografie (1993, Dům umění, hala)
- Paul den Hollander – Fotografie (1996, Dům umění, hala)
- Vilém Reichmann (1998, Dům umění, Galerie Jaroslava Krále a hala)
- Jaroslav Pulicar – Fotografie (2003, Dům umění, Procházkova síň)
- Antonín Kratochvíl – Retrospektiva (2005, Dům umění, 1. patro a Procházkova síň)
- Rudolf Štursa – Fotografie (2011, Dům umění, Galerie Jaroslava Krále)
- Vojta Dukát – Fotografie z krabičky (2012–2013, Dům umění, Galerie Jaroslava Krále)
- Margot Pilz (2017, Dům umění, Galerie Jaroslava Krále)
- K. O. Hrubý – Fotograf, pedagog, teoretik (2017–2018, Dům umění, 1. patro a Procházkova síň)